# Getting Closer
Singles de Paul McCartney et les Wings
Old Siam, Sir
(1979) Wonderful Christmastime
(1979)
Pistes de Back to the Egg
Reception We're Open Tonight
Getting Closer est une chanson de Paul McCartney et les Wings parue en juin 1979 sur l'album Back to the Egg. Ce rock vif est en effet travaillé dans le cadre d'un projet qui voit le groupe tenter un retour aux sources avec des titres plus proches du rock classique.
La chanson sort par la suite en single, d'abord aux États-Unis, en même temps que l'album, puis dans le reste du monde. Le succès est assez mitigé, le disque atteignant la 20e place des charts américaines, et la 60e des classements britanniques.